# Fliegerhorst Langendiebach

i7
i11
i13

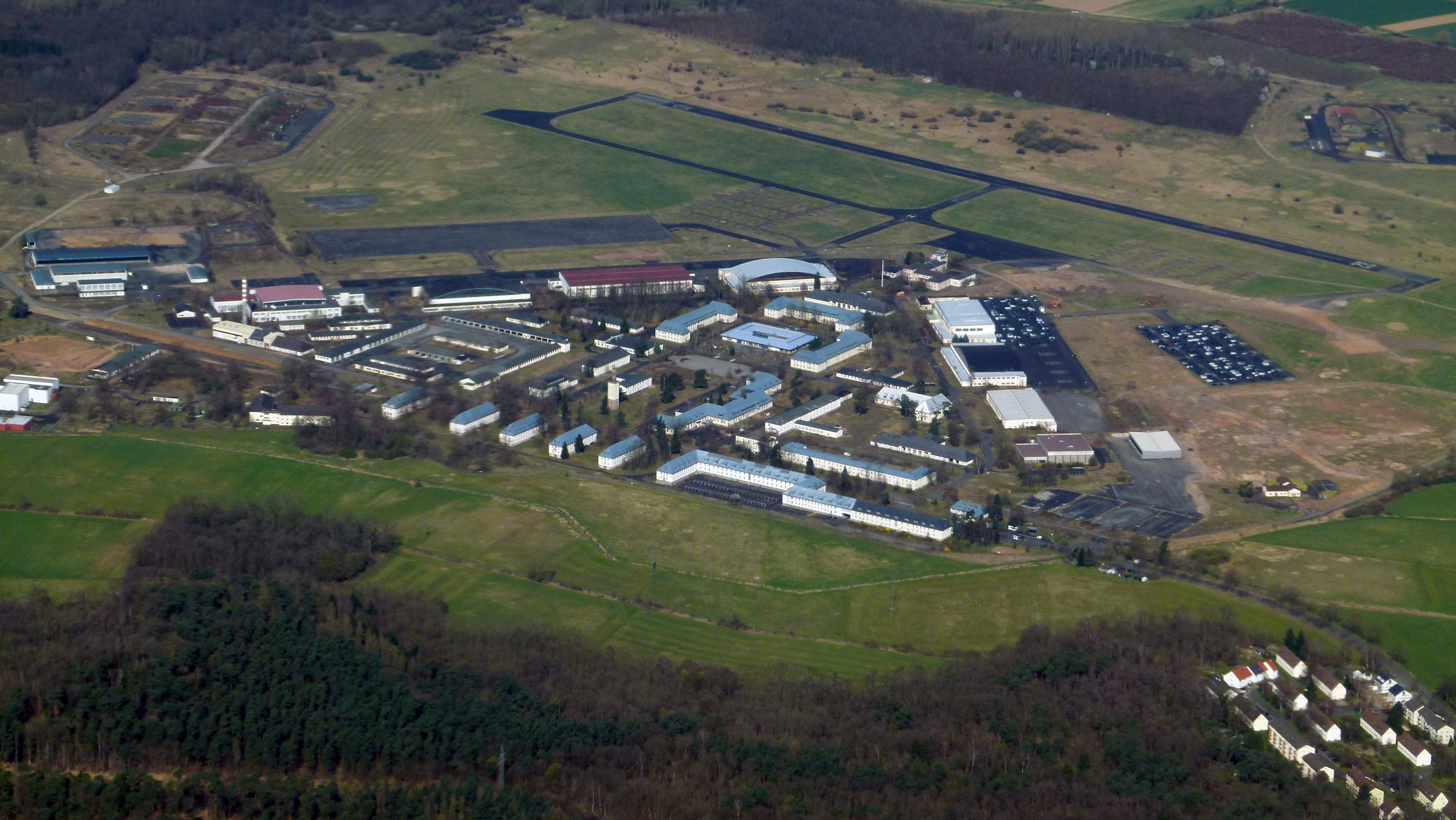
Luftbild des Fliegerhorsts

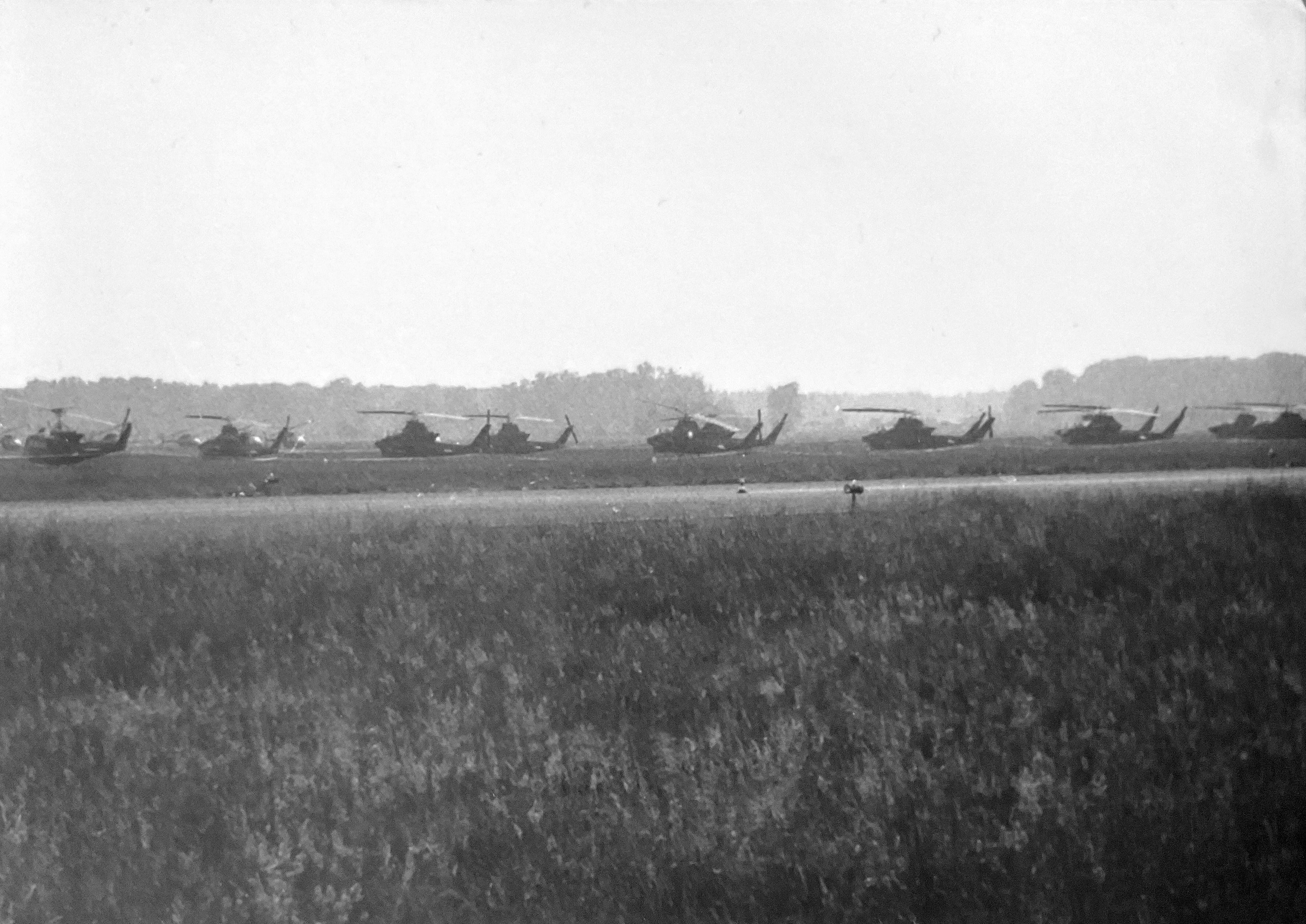
Flugfeld und Startbahn (1981 o. 1982)

Der frühere Fliegerhorst Langendiebach (ICAO-Code: ETID) war ein Militärflugplatz westlich von Langendiebach in Hessen, der von 1939 bis 2007 in Betrieb war. Die spätere Bezeichnung bei den US-Streitkräften war Hanau AAF (US Army Airfield).
Der ehemalige Flugplatz liegt westlich des Erlenseer Stadtteils Langendiebach. Ein Teil des Geländes gehört zur Gemarkung der nordwestlich gelegenen Nachbarstadt Bruchköbel. Im Südosten liegt der andere Erlenseer Stadtteil Rückingen, nach Süden und Westen hin schließen ausgedehnte Wälder an. Nach Norden grenzt das Gelände an landwirtschaftlich genutztes Gebiet. Die größte Ausdehnung besteht in Nord-Süd-Richtung mit zwei Kilometern.

## Geschichte

### Fliegerhorst Langendiebach
Der Standort Langendiebach wurde eher zufällig gewählt; durch eine Notlandung in den dortigen Wiesen wurde man 1936 auf das Gebiet aufmerksam. 1937 begannen die Bauarbeiten, 1939 konnte der Fliegerhorst eröffnet werden. Er war Heimathorst der I. Gruppe des Kampfgeschwaders 55 unter Major Max Heyna. Nach dem Beginn des Zweiten Weltkriegs diente der Fliegerhorst zur Schulung neuer Flugzeugführer für Lastensegler. Ju 88 des Nachtjagdgeschwaders 4 lagen hier seit Mitte 1944.  Als die Front 1944 näher rückte, blieb der Fliegerhorst lange unerkannt, erst eine Erweiterung des Rollfeldes ließ die Tarnung auffliegen und der Standort wurde Ende 1944 bombardiert. Der Fliegerhorst war völlig zerstört, als ihn die Amerikaner am 29. März 1945 eroberten.

### Hanau Army Airfield

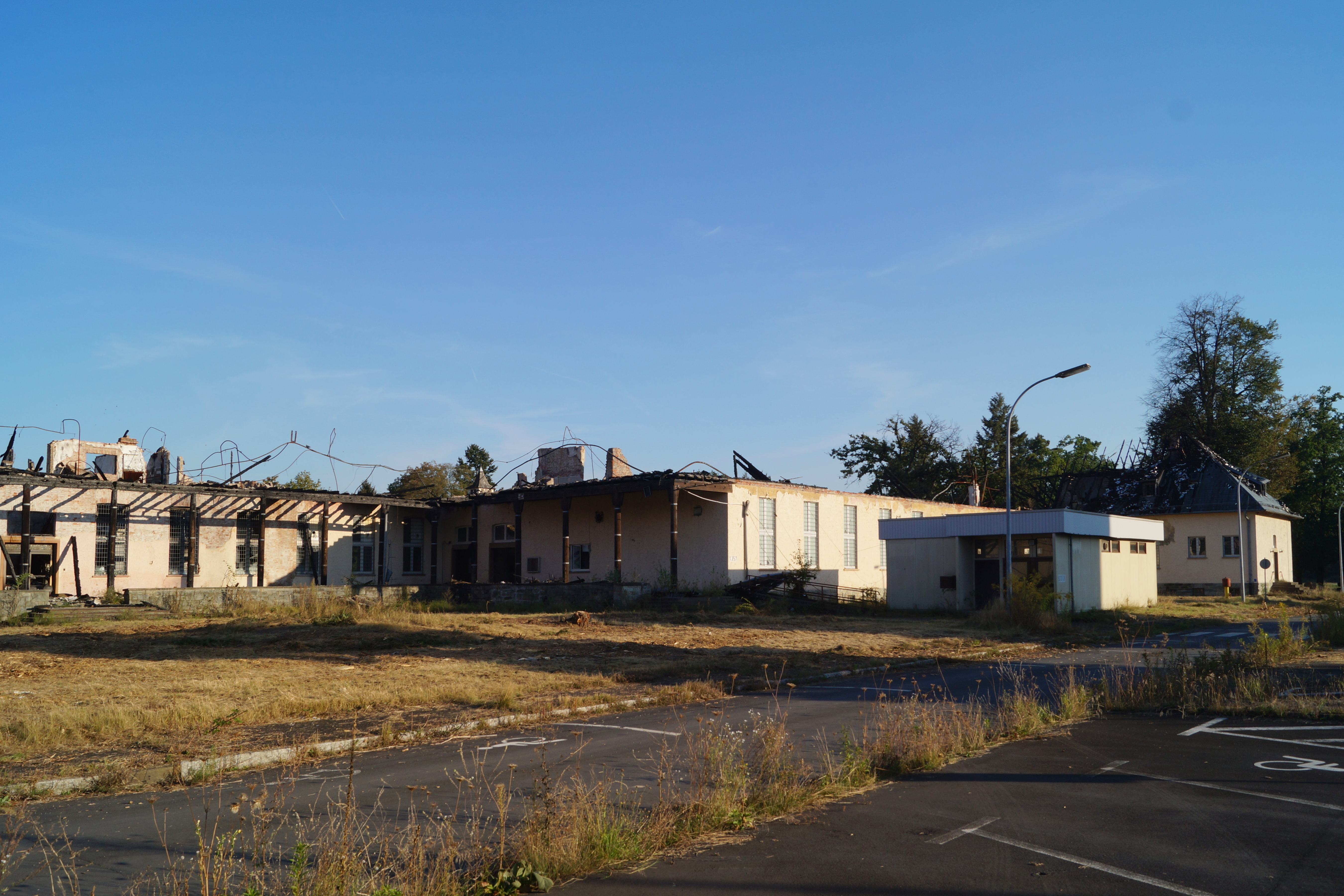
Das ausgebrannte Gebäude vor dem Abriss 2016

Nach der Eroberung wurde Advanced Landing Ground ALG Y-91 Hanau/Langendiebach, so die alliierte Bezeichnung bei Kriegsende, von den Amerikanern wieder aufgebaut, denn als Teil des Fulda Gap hatte er eine große strategische Bedeutung. So wurden dort Flugabwehrstellungen und Waffenlager aufgebaut. John F. Kennedy besuchte den Flugplatz am 25. Juni 1963. In Hanau Airfield waren 1991 über 6.400 Soldaten mit mehreren Helikopterstaffeln stationiert. Neben einigen Transporthubschraubern UH-1 und UH-60 waren die Haupteinsatzmuster die Kampfhubschrauber AH-64 und Beobachtungshubschrauber OH-58.
Von 1975 bis 1991 war auf dem Hanau Airfield auch ein US-Raketenbataillon stationiert (1st Battalion, 32nd Field Artillery Regiment), das mit Lance Kurzstreckenraketen ausgerüstet war. Diese wären im Ernstfall mit nuklearen Sprengköpfen bestückt worden, für die es westlich im Wald ein Sondermunitionslager gab. Dort lagerten auch Atomsprengköpfe für andere Waffensysteme und Atomgeschosse.
Mit dem Abzug der amerikanischen Truppen wurde der Flugplatz 2007 aufgegeben.

### Großbrand am 30. Juli 2015
Am Nachmittag des 30. Juli 2015 brach im früheren Offiziersclub/Post/Uhrenturmgebäude ein Dachstuhlbrand aus, der rasch auf das gesamte Gebäude übergriff. Trotz des Einsatzes von Feuerwehren aus dem gesamten Main-Kinzig-Kreis, aus Frankfurt sowie von Wasserwerfern der Polizei konnte nicht verhindert werden, dass das gesamte denkmalgeschützte Gebäude ausbrannte. Es soll nicht wieder aufgebaut werden.

## Konversion
Zur Konversion und Umnutzung des Areals wurde 2011 ein Zweckverband gegründet, dem die beiden Städte Bruchköbel und Erlensee angehören.
Die aktuellen Pläne sehen vor, Gewerbeunternehmen im ehemaligen Fliegerhorst anzusiedeln. Hierzu wird eine neue Zufahrt von Nordosten her eingerichtet und die bisherige Zufahrt durch die Markwald-Siedlung zurückgebaut. Ebenso soll eine neue Sportanlage für die Stadt Erlensee entstehen. Große Teile der Flächen werden renaturiert und unter anderem Start- und Landebahn entfernt. Der Südwesten des Areals mit den alten, denkmalgeschützten Offiziershäusern soll in eine Freizeitnutzung überführt werden, allerdings finden sich hierzu bisher keine Interessenten. Die Reaktivierung des Bahnanschlusses und damit eine Anbindung Erlensees an die S-Bahn Rhein-Main ist seit 2023 in Prüfung.
Die Bauarbeiten beschränkten sich bisher auf die Beseitigung von Altlasten aus dem Krieg, wodurch Erlensee bereits zwei Mal evakuiert werden musste, sowie den Anschluss des Areals an die Infrastrukturnetze wie Wasser und Strom. Zudem wurde eine weitere Zufahrtsstraße von der Erlenseer Umgehung gebaut.